# Liste der Fahnenträger der guineischen Mannschaften bei Olympischen Spielen
Die Liste der Fahnenträger der guineischen Mannschaften bei Olympischen Spielen listet chronologisch alle Fahnenträger guineischer Mannschaften bei den Eröffnungs- (EF) und Abschlussfeiern (AF) Olympischer Spiele auf.

## Liste der Fahnenträger
| Mannschaft             | Veranstaltung | Fahnenträger (EF)   | Fahnenträger (AF)      |
| ---------------------- | ------------- | ------------------- | ---------------------- |
| 1968 in Mexiko-Stadt   | Sommerspiele  | Morciré Sylla       |                        |
| 1980 in Moskau         | Sommerspiele  |                     |                        |
| 1984 in Los Angeles    | Sommerspiele  |                     |                        |
| 1988 in Seoul          | Sommerspiele  | Ousmane Diallo      |                        |
| 1992 in Barcelona      | Sommerspiele  | Soriba Diakité      |                        |
| 1996 in Atlanta        | Sommerspiele  | Joseph Loua         |                        |
| 2000 in Sydney         | Sommerspiele  | Joseph Loua         |                        |
| 2004 in Athen          | Sommerspiele  | Nabie Foday Fofanah | Volunteer              |
| 2008 in Peking         | Sommerspiele  | Nabie Foday Fofanah | Mariama Dalanda Barry  |
| 2012 in London         | Sommerspiele  | Facinet Keita       | Facinet Keita          |
| 2016 in Rio de Janeiro | Sommerspiele  | Mamadama Bangoura   | Mamadama Bangoura      |
| 2020 in Tokio          | Sommerspiele  | Volunteer           | Fatoumata Yarie Camara |
| 2024 in Paris          | Sommerspiele  | Fatoumata Sylla     | Fatoumata Sylla        |
| 2024 in Paris          | Sommerspiele  | Naby Keïta          | Elhadj Diallo          |

Anmerkung: (EF) = Eröffnungsfeier, (AF) = Abschlussfeier

## Statistik
| Rang    | Sportart       | EF | AF | ∑  |
| ------- | -------------- | -- | -- | -- |
| 1       | Leichtathletik | 5  | 0  | 5  |
| 2       | Judo           | 2  | 2  | 4  |
| 3       | Bogenschießen  | 1  | 1  | 2  |
| 3       | Fußball        | 2  | 0  | 2  |
| 3       | Ringen         | 1  | 1  | 2  |
| 3       | Volunteer      | 1  | 1  | 2  |
| 7       | Schwimmen      | 0  | 1  | 1  |
| 7       | Taekwondo      | 0  | 1  | 1  |
| Gesamt: | Gesamt:        | 11 | 7  | 18 |

| Rang                   | Sportart | EF | AF | ∑ |
| ---------------------- | -------- | -- | -- | - |
| bisher keine Teilnahme |          |    |    |   |
| Gesamt:                | Gesamt:  | 0  | 0  | 0 |

| Rang    | Sportart       | EF | AF | ∑  |
| ------- | -------------- | -- | -- | -- |
| 1       | Leichtathletik | 5  | 0  | 5  |
| 2       | Judo           | 2  | 2  | 4  |
| 3       | Bogenschießen  | 1  | 1  | 2  |
| 3       | Fußball        | 2  | 0  | 2  |
| 3       | Ringen         | 1  | 1  | 2  |
| 3       | Volunteer      | 1  | 1  | 2  |
| 7       | Schwimmen      | 0  | 1  | 1  |
| 7       | Taekwondo      | 0  | 1  | 1  |
| Gesamt: | Gesamt:        | 11 | 7  | 18 |